# Будинок Сонць
«Будинок Сонць» (англ. House of Suns) — науково-фантастичний роман вельського письменника Аластера Рейнольдса, що вийшов в 2008 році. Назву роману Рейнольдс анонсував 7 червня 2007 року — тоді, коли він був ще на півдорозі до його завершення.

## Анотація роману
Коли ще тільки починалася епоха підкорення зірок, Абігейл Джентиан розділила сама себе на тисячу чоловічих і жіночих клонів і назвала їх шатерлінгами. За 6 млн років шатерлінги оволоділи найвищими технологіями, найшвидшими кораблями та найпотужнішою зброєю. З допомогою релятивістських швидкостей і кріосну ці люди навчилися маніпулювати часом, і порівняно з іншим людством вони тепер безсмертні — їх порівнюють з хробаками, що пролізли крізь сторінки історії. Для молодих цивілізацій вони все одно що боги — можуть врятувати зорю від вибуху, перемістити планету, оживити економіку цілого світу. Але з недавніх пір у Всесвіті з'явилася якась сила, яка прагне знищити потомство Джентиан. Щоб дати відсіч цьому немилосердному ворогові, шатерлінги спочатку повинні розгадати його таємницю.

## Час і місце розвитку подій
Події роману відбуваються приблизно через 6 млн років від нашого часу. Людство поширилося по всій Галактиці. Люди існують в Галактиці у вигляді безлічі людських та постлюдських цивілізацій на різних ступенях розвитку. Єдина нелюдська цивілізація — цивілізація роботів, відома як Машинний Народ, мирно співіснує з людьми. Технології, що доступні людям, вкрай різноманітні, і включають в себе антигравітацію, придушення інерції, силові поля, поле стазису. Також у романі згадується «Відсутність» — загадкове зникнення галактики Андромеда. Існування великих галактичних імперій обмежено субсвітловою швидкістю перельоту, вимагає тисячоліть шляху між зорями, що перешкоджає підтриманню міцних зв'язків між колоніями. Найбільш могутніми організаціями в Галактиці є Лінії, що складаються з індивідуальних членів-представників — шатерлінгів. Лінії безперервно подорожують по Галактиці, періодично зустрічаючись на загальному зборі, який відбувається кожного Галактичного року (приблизно 220 тис. земних років). Події, що відбуваються в романі, зачіпають Лінію Тирличу, також звану Будинком Квітів, адже кожен шатерлінг цієї лінії носить ім'я якої-небудь квіткової рослини. Будинок Квітів складається з 999 клонів Абігейл Джентиан, як чоловіків, так і жінок, і її самої як 1000-ного шатерлінга. При цьому нікому з шатерлінгів невідомо, хто з них справжня Абігейл. Шатерлінги подорожують по Галактиці, збираючи знання, пропонуючи свою допомогу молодим цивілізаціям і досліджуючи Всесвіт.

## Структура роману
Роман поділено на дев'ять частин, в першій главі кожної частини розповідається про події, що трапилися з Абігейл Джентиан в далекому минулому — 6 млн років тому, приблизно в 31 столітті н. е.., ще до створення Лінії. Кожна наступна глава ведеться від першої особи одного з двох шатерлінгів — Ліхніса (англ. Campion) і Мускусній Троянди (англ. Purslane). Між ними існують особисті відносини, ганебні і заборонені правилами Лінії.

## Сюжет
Головні герої Ліхніс і Мускусна Троянда спізнюються на збір Лінії Тирличу. По дорозі їм вдається врятувати з полону в'язня — золотого робота, представника Машинного Народу на ім'я Гесперус. При наближенні до планетної системи, де мав відбуватися збір Лінії, вони приймають сигнал про жорстоку атаку на систему, в результаті якої майже вся Лінія Тирличу знищена. Про нападників нічого невідомо, як і про причини нападу. Єдина зачіпка — зброя вбивць: гомункулюсові гармати — потужний пристрій на принципах викривлення просторово-часового континууму. Секрет виробництва цієї зброї належить Лінії Марселінів, яка повинна була знищити всі раніше створені гармати, але не зробила цього. Ліхніс і Мускусна Троянда входять в зруйновану систему для пошуку тих, хто можливо вижив. Їм вдається врятувати деяких уцілілих шатерлінгів, що ховалися на напівзруйнованому кораблі, до того ж вони зуміли взяти в полон кількох нападників. Гесперус вирішив вступити в сутичку на стороні Лінії, залишився прикривати відхід корабля Троянди «Срібні крила ранку» і в результаті отримав серйозні пошкодження. Група попрямувала до резервного місця збору — до планети Ньюм. Там вони зустріли вцілілих, в тому числі представників Машинного Народу: Каденцію і Каскада. Лінія вирішує допитати полонених, але практично не отримує результатів, крім туманних натяків про Будинок Сонць. Шатерлінги починають розуміти, що серед них діють зрадники.
Лінія вирішує віддати Каденції і Каскаду «Срібні крила ранку» — найшвидший з кораблів Лінії, для того, щоб вони потрапили до Машинного Народу і надали допомогу Лінії.
Каденція і Каскад вирішують забрати з собою пошкодженого Гесперуса. Мускусна Троянда з роботами прибуває на «Крила» і направляється в рубку керування за допомогою моста — силополевого надшвидкого ліфта. У цей момент Гесперус оживає, виштовхує її з моста, замикаючи тим самим Каденцію і Каскада всередині поля. Він пояснює, що початковою метою роботів було вбити його і захопити корабель. Він умовляє Мускусну Троянду негайно викинути в космос роботів. Мускусна Троянда зволікає, і роботи зламують комп'ютер корабля, перехоплюючи керування. Корабель покидає Ньюм, несучи Мускусну Троянду і Гесперуса з собою. Лізніс і ще кілька шатерлінгів відправляються в погоню.
Гесперус і Мускусна Троянда ховаються в маленькому кораблі, одному з багатьох, які зберігаються у величезному трюмі «Срібних крил ранку». Гесперусу вдається захопити Каденцію, зламати її розум і зчитати пам'ять. З'ясувалося, що Каденція і Каскад дізналися, що Лінії послужили причиною знищення машинної цивілізації, яка зветься нині Перші Машини. Люди створили комп'ютерний вірус для знищення роботів у разі загрози, але він спрацював помилково. Спільність (співдружність всіх Ліній), злякавшись наслідків ненавмисного геноциду, стерла всю інформацію про це. Таємна організація, Будинок Сонць, зобов'язана була стежити за секретністю і недоступністю подібної інформації. Будинок Сонць вирішив знищити Лінію Тирличу, щоб не допустити витоку інформації. Каскад і Каденція поспішають до однієї зі стародавніх споруд Лінії Тирличу — зоряної дамби.
Зоряні дамби будувалися зі світів-кілець, які містять всередині себе наднову зорю, з метою запобігання знищення життя в сусідніх зоряних системах. Відкрити дамбу можна було лише з допомогою унікального ключа, в якому міститься неповторний код. Як виявилося, зникла цивілізація Пріорів залишила після себе не тільки кільця, але й унікальний об'єкт — кротову нору, через яку міг пройти корабель. Декільком Першим Машинам вдалося врятуватися. Розуміючи, що в Галактиці їм не вижити, вони сховалися в цій кротовій норі. Каденція і Каскад вирішили відкрити дамбу, увійти в нору і закликати нащадків Перших Машин помститися за геноцид та розв'язати війну.
В ході гонитви шатерлінги з'ясували, що зрадником і таємним представником Будинку Сонць серед них є Калган. Щоб запобігти катастрофі, вони відкривають вогонь по обох кораблях: Калгану і Троянди. Калган потрапляє в полон Лінії, і повертається на Ньюм. «Срібні крила ранку» йде практично неушкодженим. Переслідувати його залишається один Ліхніс і переслідує корабель протягом 60 тис. років. Але йому не вдається запобігти відкриттю дамби і проходу крізь кротову нору. Ліхніс слідує за «Крилами», і його корабель виринає в галактиці Андромеди. Намагаючись відшукати Мускусну Троянду, Ліхніс натикається на сигнал Лінії, що виходить з невеликої планетної системи. Висадившись на планету, він зустрічає механічну розумну істоту — представника Перших Машин. Представник повідомляє, що він залишився останнім, інші покинули галактику через аналогічні кротові нори. «Відсутність» є наслідком існування кротової нори між галактиками. Робот повідомляє Ліхнісу, що перші машини не збираються мститися людям, і просить дати його народові хоча б кілька мільйонів років для того, щоб переміститися в такі частини всесвіту, де вони ніколи більше не зустрінуться з людством. В кінці він показує Ліхнісу те, що залишилося від «Срібних крил ранку»: Гесперус, ціною втрати свого розуму, перебудував тіло таким чином, щоб утворити саркофаг, який зберіг у стазисі Мускусну Троянду.

## Відгуки
- Відома англійська письменниця-фантаст Лайза Таттл, в рецензії для «Таймс», характеризує роман як «захопливу, запаморочливу пригоду» яка виглядає як «блискавичний погляд у майбутнє, який, змушує читача очманіти».[3]
- Зак Хандельн писав для A.V. Club, що Рейнольдсу особливо вдалися описи простору космосу і «чорнильної темряви порожнечі», додавши, що Будинок Сонць «продовжує традиції передового мислення і вдосконалення в жанрі традиційно плоскої прози і криво намальовані жінки. Надзвичайно захоплююча, запаморочлива робота. „Будинок“ дивиться в центр всесвіту, в порожнечу і знаходить серце, що б'ється».[4]
- В SF Signal, рецензент зазначив, що «ця книга виділяється серед інших і викликає почуття подиву», додавши, що «Рейнольдс розгортає полотно галактичного розміру і розвиває свої ідеї правдоподібно науці …він дає запаморочливі масштаби часу, де тисячоліття проходять наче дні».[5]
- Джордж Вільямс у своєму огляді для The Australian, заявив, що «концепції викладені в „Будинку Сонць“ настільки далекі від нашого часу, і навіть від значної частини стандартної наукової фантастики, що книга межує з фантазією. Автор замислив сюжет за шкалою, яку рідко зустрінеш у фантастиці. Недоліки книги пов'язані з деякими старими скобами написання романів. У той час як сюжет набирає темп, розвивається він занадто повільно. Роман наповнений ідеями, але жодна з них не розвинута до кінця. Шкода, що цим аспектам книги не вдається досягти таких же висот, як Всесвіту, який знаходиться в романі».[6]